# Tragedia dei beni comuni
In economia, per tragedia dei beni comuni, o collettivi, si intende una situazione in cui diversi individui utilizzano un bene comune per interessi propri e nella quale i diritti di proprietà non sono chiari, sicché non è garantito che il beneficiario della risorsa ne sosterrà anche i costi. Viene spesso indicato come il problema del free rider. Le inefficienze indotte da questa situazione hanno portato a coniarne il termine, introdotto nel 1968 da Garrett James Hardin in un suo famoso articolo dall'omonimo titolo, pubblicato su nº 162 di quello stesso anno dalla rivista Science.

## Terminologia
Occorre notare che vi è un'importante confusione nel termine "beni comuni", come ebbe a riconoscere Hardin stesso. Tra i primi che la notarono vi furono Ciriacy-Wantrup e Bishop (1975) che ricordarono l'importante distinzione tra risorse comuni (commons) e risorse a libero accesso (open access). Scrissero infatti: 
(Ciriacy-Wantrup & Bishop, "Common Property" as a Concept in Natural Resources Policy, 714)
Aver ignorato la distinzione è stata fonte di molti equivoci, e lo è tuttora, nel dibattito che seguì all'articolo di Hardin.
Esempio di tragedia dei beni comuni può essere la caccia al Polo sud. Il bene comune (il cacciato) è a disposizione di tutti, ma seguire i propri interessi personali, senza incorrere nella possibilità di essere monitorati, porta allo sfruttamento eccessivo della risorsa in modo da causare una situazione diversa dall'ottimo sociale.

## Il racconto di Lloyd
Nel 1833 l'economista inglese William Forster Lloyd pubblicò un opuscolo nel quale fece l'esempio dei pastori che condividevano un appezzamento di terreno comune su cui ciascuno di essi aveva il diritto di lasciare pascolare le proprie mucche. Nei villaggi inglesi, come anche nei paesi di montagna dell'Europa continentale, capitava che i pastori portassero a brucare le loro pecore nelle aree comuni, anche se le pecore mangiano molta più erba rispetto alle mucche. L'autore suggerisce che la situazione possa giungere ad uno sfruttamento eccessivo del pascolo, perché ogni pastore è nella condizione di ricevere un beneficio scaricando il relativo danno sulla risorsa comune, e se ognuno di essi prendesse questa decisione individualmente razionale la risorsa comune potrebbe essere esaurita o addirittura distrutta, a scapito di tutti.
Il passaggio chiave è il seguente:
(W. F. Lloyd, Two Lectures on the Checks to Population)
Si noti che l'esempio di Lloyd è applicabile al caso di terre comuni il cui uso non sia normato(ad esempio sulle Alpi il fenomeno non avvenne in quanto normato meticolosamente a livello comunale), sebbene di solito il diritto allo sfruttamento del demanio inglese e gallese fosse al contrario strettamente regolato e riservato ai relativi "cittadini". Per esempio ad un cittadino che usava eccessivamente le terre comuni, magari esagerando col pascolo, la terra veniva "razionata", cioè si imponeva un limite al numero massimo di capi che ogni cittadino poteva pascolare. Queste regolamentazioni erano una risposta anche alle pressioni demografiche ed economiche, perché piuttosto che lasciare rovinare la terra se ne limitava più duramente l'uso, ma questa parte importante delle pratiche storiche è assente nei modelli economici di Lloyd e Hardin.

## L'articolo di Garret Hardin
Nel 1968 l'ecologo Garrett Hardin ha esplorato questo dilemma sociale in The Tragedy of the Commons, pubblicato sulla rivista Science Hardin ha discusso sui problemi che non possono essere risolti con mezzi tecnici, distinti da quelli con soluzioni che richiedono "un cambiamento solo nelle tecniche delle scienze naturali, chiedendo poco o nulla in termini di cambiamento di valori umani o idee di moralità".
Hardin si concentra sulla problematica della crescita umana della popolazione, l'uso delle risorse naturali della Terra, e lo stato sociale. Se gli individui concentrano il loro interesse su se stessi e non sul rapporto della società e dell'uomo, Hardin sostiene che il numero di figli che una famiglia potrebbe avere non è di interesse pubblico. I genitori che procreerebbero eccessivamente lascerebbero meno discendenti perché non sarebbero in grado di provvedere in modo adeguato per ciascun bambino. Tale feedback negativo si trova nel regno animale. Hardin dice che se i figli dei genitori sconsiderati muoiono di fame, se il sovra-concepimento è la propria punizione, allora non ci sarebbe alcun interesse pubblico nel controllare il numero di concepimenti delle famiglie. Hardin ha accusato lo stato sociale per aver consentito la tragedia dei beni comuni; se lo Stato provvede per i bambini e supporta il sovraconcepimento come un diritto umano fondamentale, la catastrofe malthusiana è inevitabile. Hardin si lamentò di questa interpretazione della Dichiarazione Universale dei Diritti Umani:
Ciò significa che ogni scelta e decisione riguardo alla dimensione di una famiglia deve in modo irrevocabile restare alla famiglia stessa, e non può essere fatta da nessun altro.»
(U Thant, Dichiarazione sulla popolazione del segretario generale delle nazioni unite.)
Inoltre Hardin ha anche evidenziato la problematica delle persone che agiscono nel loro interesse razionale sostenendo che, se tutte le persone di un gruppo utilizzano i beni comuni per il proprio guadagno e senza alcun riguardo per gli altri, tutte le risorse potrebbero eventualmente ancora esaurirsi. Hardin argomenta contro l'uso della coscienza come mezzo di controllo per i beni comuni, spiegando che questo favorisce gli individui egoisti (spesso conosciuti come free riders) rispetto a chi è più altruista. Nel contesto di evitare l'eccessivo sfruttamento delle risorse comuni, Hardin conclude ribadendo la massima di Hegel (che è stato citato da Engels), "la libertà è il riconoscimento della necessità". Egli suggerisce che è la libertà completa la tragedia dei beni comuni. Riconoscendo risorse comuni, in primo luogo, e riconoscendo che, in quanto tali richiedono una gestione, Hardin ritiene che gli esseri umani "possono conservare e coltivare altre più preziose libertà."

## Applicazione in ambito industriale
Secondo la teoria dei giochi già nel 1968 Garrett Hardin nell'articolo The Tragedy of the Commons dimostrava che la massimizzazione del profitto individuale mette a repentaglio necessariamente il bene pubblico, questo non trova una soluzione tecnica se non con una estensione fondamentalmente morale; generando fenomeni noti alle cronache di malversazioni aziendali come ad esempio il disease mongering nell'industria farmaceutica. Su questo documento si è sviluppato un ampio dibattito scientifico e una semeiotica destinato a protrarsi negli anni, spesso in ambiti tecnologici e scientifici molto lontani tra loro.
Il disease mongering può anche esser visto come il disallineamento tra gli interessi dell'industrie farmaceutiche e quelli della salute pubblica, cui queste dovrebbero contribuire. In casi recenti e gravi l'interesse praticato della azienda farmaceutica ha superato l'interesse pubblico. Citare tutti i casi è difficile ma basti ricordare il caso degli inibitori delle COX-2 (rofecoxib) in particolare e il caso della cisapride.
Inoltre, la non assoluta certezza della correttezza dei dati epidemiologici e clinici presentati in letteratura medica, pone seri dubbi sul confine lecito a pratiche di marketing. Una cosa è stimolare studi e ricerche su un farmaco o una malattia ritenuta interessante da un punto di vista aziendale e commerciale, cosa che può esser successo per il minoxidil nella calvizie; cosa ben diversa è manipolare i dati al fine di convincere istituzioni statali deputate al controllo dei Farmaci (FDA ed EMA) o ministeri della salute nazionali, come è accaduto per il rofecoxib e la cisapride.